# البيت السعيد (فلم)
البيت السعيد فيلم دراما اجتماعية مصرية لعام 1952  من إخراج، وسيناريو حسين صدقي، عن قصة الكاتب عبد المنعم شاكر، في تعاونه الثاني مع حسين صدقي (قدم "معركة الحياة عام 1950، و"الشيخ حسن" عام 1954). الفيلم من بطولة حسين صدقي، وماجدة، ويتعرض لقصة رجل يعاني من تربية أولاده: فالكبرى تعيش في الخيال، والصغرى تعشق الرقص والغناء، والولد يمر بفترة مراهقة، وتصبح لديه رغبات غير موجهة التوجيه السليم. يستعين الأب بدكتور تربوي ليعلمهم ويوجههم.
صدر الفيلم إلى دور العرض المصرية في أول يناير 1952.
منح موقع قاعدة بيانات الأفلام على الإنترنت (IMDB) الفيلم درجة 5.1/ 10.
منح موقع قاعدة بيانات الأفلام العربية «السينما.كوم» الفيلم درجة 4.9/ 10.

## أحداث الفيلم
يبدأ الفيلم بكلمات من توقيع مخرج الفيلم حسين صدقي، حيث يقول بصوته: «إلى كل مواطن صالح مفيد.. إلى دعاة البناء والتجديد.. إلى المعلمين، والآباء، والأمهات.. إلى الذين يطهرون حياتنا من الفساد.. إلى جيش التحرير، وحكومة الإنقاذ.. أقدم فيلمي هذا ليقول كلمته في العهد الجديد».
تستعد أسرة السيد عبد القادر شريف (حسن فايق) لحفلة عيد ميلاد في بيتهم، حيث تجلس الابنة هدى (ماجدة) تقرأ رواية، وترتب كل شيء في الحفلة الابنة نادية (لبلبة) صاحبة عيد الميلاد. تحب هدى معلم التاريخ، وتتعارك مع زميلاتها، لتبعدهم عنه. يحضر عبد القادر محاضرة للأستاذ كمال سامي (حسين صدقي) عن الدين، والتربية الحديثة، ولكن عبد القادر يشتبك مع الأستاذ كمال، ويترك المحاضرة، ولكنه يعود ليطلب من كمال ان يحضر إلى بيته، ويقوم بتربية أولاده. تحدث مفارقات، ومشاحنات بين كمال، وبين الأب، والأم المعارضين لطرق التربية الحديثة. يكتب كمال عن أبناء عبد القادر: صفوت (أصغر الأبناء يستغل حنان الأم فيتدلل، ويخاف الأب فيكذب)، نادية (هرجلة في كل شييء لعدم الرقابة عليها)، مدحت (ضحية الأم التي تنظر إليه كخليفة)، هدى (فريدة في وسط الأسرة، فهي عاطفية، ومنطقة الخطر). تقع هدى في حب الأستاذ كمال، وتتصل به لتطمئن على إستمرار وجوده مع أسرتها. يسبب الأبناء كثير من المشاكل للأستاذ كمال، وتقوم هدى بالذهاب إلى بيت كمال لتقابل زوجته، وتدعي انها زوجته الثانية، وتظهر الحقيقة، ويعرف الجميع حقيقة مكيدة هدى، وتندم على ما فعلت، ويتوب باقي الأبناء عما بدر منهم. تنتهي أحداث الفيلم عندما يطلب كمال الزواج من هدى، حيث انه غير متزوج، والأبناء كانوا يظنون ان كمال متزوجاً.

## طاقم التمثيل
- حسين صدقي: في دور كمال سامي

- ماجدة: في دور هدى

- حسن فايق: في دور عبد القادر شريف

- عزيزة حلمي: في دور زوجة عبد القادر شريف

- لبلبة: في دور الطفلة نادية

- زهير صبري: في دور مدحت

- صلاح وهبي: في دور صفا

- نفيسة إبراهيم: في دور نفيسة الخادمة

- جمعة إدريس: في دور عثمان البواب

بالاشتراك مع: محمد عبد الرحمن – أنور السيد – حسين الصياد – نوال سامي – عفت سعيد – محمد مازن الأنصاري.

## حول الفيلم
كتب عبد الرحمن الشرقاوى على موقع المصري اليوم لايت في  2 سبتمبر 2017: "قصة فيلم مصري تبنى إصلاح الجيل الجديد بعد ثورة يوليو: طفلة تعشق الرقص ومراهق لديه رغبات. ضمت مجلة "الاثنين والدنيا" بتاريخ 8 سبتمبر عام 1952، بين طياتها إعلانًا عن فيلم «البيت السعيد»، وجاء نص الإعلان كالتالي معنونا بشعار: ""هكذا كان ينشأ الجيل الجديد.. وإصلاحه اليوم غير بعيد"... احجزوا مقاعدكم مقدمًا، الأسبوع الثاني بالقاهرة والأقاليم، الأسبوع الثالث بالإسكندرية، بنجاح منقطع النظير في بسينما ركس، والهمبرا بالإسكندرية، وسينما رويال وحديقة النصر بالقاهرة، والمحلة الجديدة، وحديقة مصر بالمحلة الكبرى ورويال بالإسماعيلية وسلمى بالزقازيق، وفاروق بدمنهور، البيت السعيد شاهدته الألوف مرة وعادت لتراه مرات".
كتبت عبد الله المدني في صحيفة الأيام البحرينية مقالة عن الممثل المصري النوبي ذو البشرة السمراء «جمعة إدريس»، والذي شارك في فيلم «البيت السعيد» في دور عثمان البواب، وكتب: «لأنه من أبناء النوبة الطيبين، فقد سجنه المخرجون في أدوار الخادم، والسفرجي، والبواب في السرايات، والقصور كما جرت العادة، فأدى دوره باتقان مضيفاً إليه نكهة كوميدية خاصة ومتميزة».

## لبلبة في الفيلم
اكتشفها متعهد الحفلات «المعلم صديق»، فقدمها في الحفلات تقلد الفنانين وتغني، لتلفت نظر الكاتب أبو السعود الإبياري، ليقول عنها «دي لبلبة» ويمنحها لقبها الفني، ثم قدمها في أول أفلامها عام 1951، والذي حمل اسم «حبيبتي سوسو»، من إخراج نيازي مصطفى، وبطولة محسن سرحان، وليلى فوزي، وكان فيلم «البيت السعيد» هو فيلمها الثاني. وقدمت خلاله اسكتشات راقصة، وأيضاً أغنية «وعدي يا وعدي»

## روابط خارجية
- مقالات تستعمل روابط فنية بلا صلة مع ويكي بيانات
- البيت السعيد على موقع الدهليز
- البيت السعيد على موقع كاروهات

https://www.sama3y.net/forum/showthread.php?t=87492 البيت السعيد